# Numismatisch Museum van de Centrale Bank van Suriname
Het Numismatisch Museum van de Centrale Bank van Suriname is een museum over geld in het pand van de Centrale Bank van Suriname (CBvS) aan de Mr. F.H.R. Lim A Postraat in Paramaribo, Suriname.
Het museum werd geopend op 8 april 2002 en richt zich op het beheer, verzamelen, bestuderen en presenteren van ruilmiddelen, muntstukken, penningen en bankbiljetten in Suriname, zowel uit het verleden als het heden. De waarde van geld wordt onder meer op culturele, historische en esthetische waarde beschouwd. Het museum heeft een collectie oude muntstukken, waaronder de papegaaienmunt uit 1679. Ook geeft het museum advies aan de CBvS over de productie van nieuwe geldmiddelen.
Naast een vaste collectie worden er tijdelijke exposities getoond, zoals in 2011 "Moneta Exotica: oorspronkelijk geld uit de hele wereld" en in 2017 "Centrale Bank in beeld 1957-2017" in het teken van zestig jaar CBvS. Het museum is een deelnemer aan de jaarlijkse Museumn8. In het museum mogen geen foto's gemaakt worden.

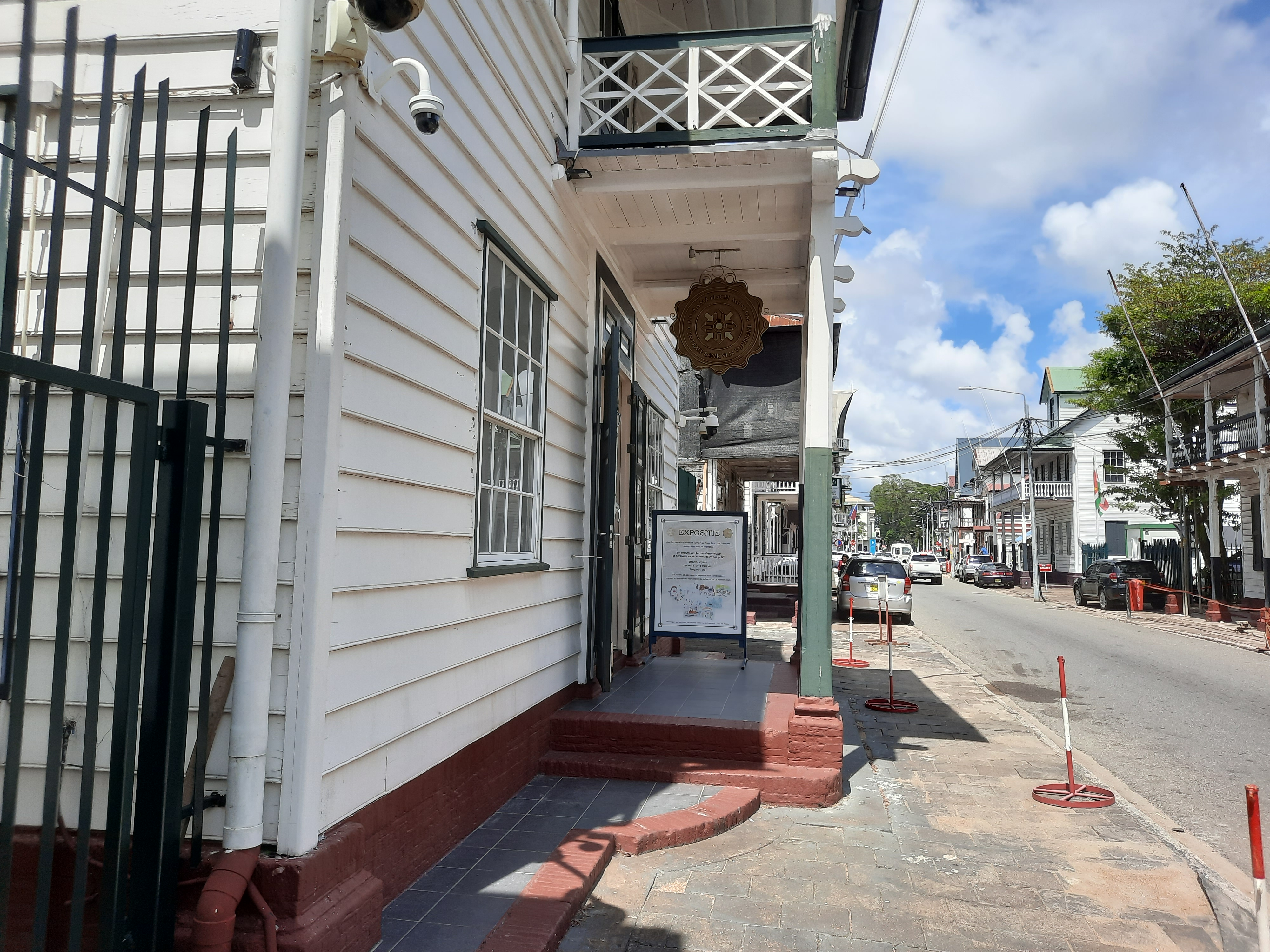
Numismatisch Museum 3, Paramaribo